# سیف غزال
سیف غزال (عربی: سيف غزال؛ زادهٔ ۳۰ ژوئن ۱۹۸۱) بازیکن فوتبال اهل تونس است.
از باشگاه‌هایی که در آن بازی کرده‌است می‌توان به باشگاه فوتبال الاهلی عربستان سعودی، باشگاه ورزشی یانگ بویز برن، باشگاه فوتبال ستاره ساحلی، و باشگاه فوتبال تون اشاره کرد.
وی همچنین در تیم ملی فوتبال تونس بازی کرده‌است.